# Alois Nitze
Alois Nitze (* 1873; † 1934) war ein deutscher Landschafts- und Vedutenmaler. Er war u. a. in Berlin und Böblingen tätig. 

## Werke
- Herbststimmung am Märkischen See. Öl auf Hartfaser, 80 × 53 cm
- Spreebrücke am Berliner Dom. 55 × 68 cm
- Danzigansicht. Öl auf Leinwand[1]
- Beim Würfelspiel (handsigniert und datiert „Copie nach Claus Meyer A. Nitze 1886“), Öl auf Leinwand[2]
- Berlinansicht. Öl auf Leinwand[3]
- Landschaft bei Gifhorn. Öl auf Leinwand, 1936[4]